# Brazylia na Mistrzostwach Świata w Lekkoatletyce 2015
Brazylia na Mistrzostwach Świata w Lekkoatletyce 2015 – reprezentacja Brazylii podczas Mistrzostw Świata w Pekinie liczyła 53 zawodników, z których jeden zdobył srebrny medal.

## Występy reprezentantów Brazylii

### Mężczyźni

#### Konkurencje biegowe
| Konkurencja                | Zawodnik                                                                       | Runda 1    | Runda 1 | Półfinał   | Półfinał | Finał        | Finał   |
| Konkurencja                | Zawodnik                                                                       | Rezultat   | Pozycja | Rezultat   | Pozycja  | Rezultat     | Pozycja |
| -------------------------- | ------------------------------------------------------------------------------ | ---------- | ------- | ---------- | -------- | ------------ | ------- |
| Bieg na 200 m              | Bruno de Barros                                                                | 20,42      | 26.     | NQ         | NQ       | NQ           | NQ      |
| Bieg na 200 m              | Aldemir da Silva Junior                                                        | 20,59      | 36.     | NQ         | NQ       | NQ           | NQ      |
| Bieg na 400 m              | Hederson Estefani                                                              | 45,36 (SB) | 30.     | NQ         | NQ       | NQ           | NQ      |
| Bieg na 400 m              | Hugo de Sousa                                                                  | 45,42 (SB) | 31.     | NQ         | NQ       | NQ           | NQ      |
| Bieg na 800 m              | Cleiton Abrão                                                                  | 1:49,79    | 42.     | NQ         | NQ       | NQ           | NQ      |
| Maraton                    | Gilberto Lopes                                                                 | —          | —       | —          | —        | DNF          | DNF     |
| Maraton                    | Edmilson Santana                                                               | —          | —       | —          | —        | DNF          | DNF     |
| Maraton                    | Solonei da Silva                                                               | —          | —       | —          | —        | 2:19:20      | 18.     |
| Bieg na 110 m przez płotki | Jonathan Mendes                                                                | 13,86      | 31.     | NQ         | NQ       | NQ           | NQ      |
| Bieg na 110 m przez płotki | João Vítor de Oliveira                                                         | 13,57      | 22. q   | 13,45 (PB) | 18.      | NQ           | NQ      |
| Bieg na 110 m przez płotki | Éder Antônio Souza                                                             | 13,96      | 34.     | NQ         | NQ       | NQ           | NQ      |
| Sztafeta 4 × 100 m         | Gustavo dos Santos Aldemir da Silva Junior Bruno de Barros José Carlos Moreira | DNF        | DNF     | —          | —        | NQ           | NQ      |
| Sztafeta 4 × 400 m         | Pedro Luiz de Oliveira Wagner Cardoso Hederson Estefani Hugo de Sousa          | 3:01,05    | 12.     | —          | —        | NQ           | NQ      |
| Chód na 20 km              | Caio Bonfim                                                                    | —          | —       | —          | —        | 1:20:44 (SB) | 6.      |
| Chód na 50 km              | Mário dos Santos                                                               | —          | —       | —          | —        | DNF          | DNF     |

#### Konkurencje techniczne
| Konkurencja    | Zawodnik                | Eliminacje | Eliminacje | Finał    | Finał   |
| Konkurencja    | Zawodnik                | Rezultat   | Pozycja    | Rezultat | Pozycja |
| -------------- | ----------------------- | ---------- | ---------- | -------- | ------- |
| Skok wzwyż     | Talles Frederico Silva  | 2,17       | 39.        | NQ       | NQ      |
| Skok o tyczce  | Thiago Braz             | 5,65       | 19.        | NQ       | NQ      |
| Skok o tyczce  | Augusto de Oliveira     | 5,70       | 11. Q      | 5,65     | 9.      |
| Skok o tyczce  | Fábio Gomes da Silva    | 5,25       | 33.        | NQ       | NQ      |
| Skok w dal     | Higor Alves             | 7,60       | 27.        | NQ       | NQ      |
| Skok w dal     | Alexsandro de Melo      | NM         | NM         | NQ       | NQ      |
| Trójskok       | Jean-Cassimiro Rosa     | 15,97      | 26.        | NQ       | NQ      |
| Pchnięcie kulą | Darlan Romani           | 19,86      | 15.        | NQ       | NQ      |
| Rzut dyskiem   | Ronald Julião           | 61,02      | 21.        | NQ       | NQ      |
| Rzut młotem    | Wagner Domingos         | 71,82      | 22.        | NQ       | NQ      |
| Rzut oszczepem | Júlio César de Oliveira | 79,81      | 15.        | NQ       | NQ      |

| Dziesięciobój          | Dziesięciobój       | Dziesięciobój | Dziesięciobój | Dziesięciobój |
| Zawodnik               | Konkurencja         | Wynik         | Punkty        | Pozycja       |
| ---------------------- | ------------------- | ------------- | ------------- | ------------- |
| Luiz Alberto de Araújo | Bieg na 100 m       | 10,92         | 878           | 14.           |
| Luiz Alberto de Araújo | Skok w dal          | 6,94          | 799           | 25.           |
| Luiz Alberto de Araújo | Pchnięcie kulą      | 14,84         | 780           | 6.            |
| Luiz Alberto de Araújo | Skok wzwyż          | DNS           | DNS           | DNS           |
| Luiz Alberto de Araújo | Bieg na 400 m       | DNS           | DNS           | DNS           |
| Luiz Alberto de Araújo | Bieg na 110 m p.pł. | DNS           | DNS           | DNS           |
| Luiz Alberto de Araújo | Rzut dyskiem        | DNS           | DNS           | DNS           |
| Luiz Alberto de Araújo | Skok o tyczce       | DNS           | DNS           | DNS           |
| Luiz Alberto de Araújo | Rzut oszczepem      | DNS           | DNS           | DNS           |
| Luiz Alberto de Araújo | Bieg na 1500 m      | DNS           | DNS           | DNS           |
| Razem                  | Razem               | Razem         | DNF           | DNF           |

| Dziesięciobój     | Dziesięciobój       | Dziesięciobój | Dziesięciobój | Dziesięciobój |
| Zawodnik          | Konkurencja         | Wynik         | Punkty        | Pozycja       |
| ----------------- | ------------------- | ------------- | ------------- | ------------- |
| Felipe dos Santos | Bieg na 100 m       | 10,53         | 968           | 4.            |
| Felipe dos Santos | Skok w dal          | 7,54 (SB)     | 945           | 7.            |
| Felipe dos Santos | Pchnięcie kulą      | 13,61         | 704           | 23.           |
| Felipe dos Santos | Skok wzwyż          | 2,01          | 813           | 18.           |
| Felipe dos Santos | Bieg na 400 m       | 47,89 (SB)    | 914           | 9.            |
| Felipe dos Santos | Bieg na 110 m p.pł. | 14,64         | 894           | 13.           |
| Felipe dos Santos | Rzut dyskiem        | 36,66         | 597           | 22.           |
| Felipe dos Santos | Skok o tyczce       | 4,80 (PB)     | 849           | 11.           |
| Felipe dos Santos | Rzut oszczepem      | DNS           | DNS           | DNS           |
| Felipe dos Santos | Bieg na 1500 m      | DNS           | DNS           | DNS           |
| Razem             | Razem               | Razem         | DNF           | DNF           |

### Kobiety

#### Konkurencje biegowe
| Konkurencja                | Zawodniczka                                                            | Runda 1  | Runda 1 | Półfinał | Półfinał | Finał    | Finał   |
| Konkurencja                | Zawodniczka                                                            | Rezultat | Pozycja | Rezultat | Pozycja  | Rezultat | Pozycja |
| -------------------------- | ---------------------------------------------------------------------- | -------- | ------- | -------- | -------- | -------- | ------- |
| Bieg na 100 m              | Rosângela Santos                                                       | 11,14    | 14. Q   | 11,07    | 12.      | NQ       | NQ      |
| Bieg na 200 m              | Rosângela Santos                                                       | 23,01    | 18. Q   | 22,87    | 13.      | NQ       | NQ      |
| Bieg na 200 m              | Vitória Cristina Rosa                                                  | 23,32    | 37.     | NQ       | NQ       | NQ       | NQ      |
| Bieg na 400 m              | Geisa Coutinho                                                         | 52,72    | 37.     | NQ       | NQ       | NQ       | NQ      |
| Bieg na 800 m              | Flavia de Lima                                                         | 2:01,76  | 32.     | NQ       | NQ       | NQ       | NQ      |
| Maraton                    | Roselaine Benites                                                      | —        | —       | —        | —        | 2:49:28  | 47.     |
| Maraton                    | Michele Cristina das Chagas                                            | —        | —       | —        | —        | DNF      | DNF     |
| Bieg na 100 m przez płotki | Fabiana Moraes                                                         | 13,35    | 32.     | NQ       | NQ       | NQ       | NQ      |
| Bieg na 100 m przez płotki | Adelly Santos                                                          | 13,29    | 30.     | NQ       | NQ       | NQ       | NQ      |
| Sztafeta 4 × 100 m         | Bruna Farias Franciela Krasucki Vitória Cristina Rosa Rosângela Santos | 43,15    | 9.      | —        | —        | NQ       | NQ      |
| Chód na 20 km              | Cisiane Lopes                                                          | —        | —       | —        | —        | 1:36:06  | 29.     |
| Chód na 20 km              | Érica de Sena                                                          | —        | —       | —        | —        | 1:30:06  | 6.      |

#### Konkurencje techniczne
| Konkurencja    | Zawodniczka        | Eliminacje | Eliminacje | Finał      | Finał   |
| Konkurencja    | Zawodniczka        | Rezultat   | Pozycja    | Rezultat   | Pozycja |
| -------------- | ------------------ | ---------- | ---------- | ---------- | ------- |
| Skok o tyczce  | Fabiana Murer      | 4,55       | 1. q       | 4,85 (=AR) | srebro  |
| Skok w dal     | Keila Costa        | 6,32       | 26.        | NQ         | NQ      |
| Skok w dal     | Eliane Martins     | NM         | NM         | NQ         | NQ      |
| Skok w dal     | Tânia da Silva     | 6,18       | 28.        | NQ         | NQ      |
| Trójskok       | Keila Costa        | 14,03      | 10. q      | 13,90      | 12.     |
| Trójskok       | Núbia Soares       | 13,53 (SB) | 22.        | NQ         | NQ      |
| Pchnięcie kulą | Geísa Arcanjo      | 17,42      | 15.        | NQ         | NQ      |
| Pchnięcie kulą | Keely Medeiros     | 15,17      | 24.        | NQ         | NQ      |
| Rzut dyskiem   | Fernanda Martins   | 56,74      | 26.        | NQ         | NQ      |
| Rzut dyskiem   | Andressa de Morais | 59,08      | 19.        | NQ         | NQ      |
| Rzut oszczepem | Jucilene de Lima   | 59,49      | 25.        | NQ         | NQ      |

| Siedmiobój      | Siedmiobój         | Siedmiobój | Siedmiobój | Siedmiobój |
| Zawodniczka     | Konkurencja        | Wynik      | Punkty     | Pozycja    |
| --------------- | ------------------ | ---------- | ---------- | ---------- |
| Vanessa Spínola | Bieg na 100 m p.pł | 14,28      | 939        | 29.        |
| Vanessa Spínola | Skok wzwyż         | 1,68       | 830        | 27.        |
| Vanessa Spínola | Pchnięcie kulą     | 13,44      | 757        | 21.        |
| Vanessa Spínola | Bieg na 200 m      | 24,73      | 912        | 18.        |
| Vanessa Spínola | Skok w dal         | 5,40       | 671        | 30.        |
| Vanessa Spínola | Rzut oszczepem     | 43,75      | 739        | 15.        |
| Vanessa Spínola | Bieg na 800 m      | 2:21,81    | 794        | 20.        |
| Razem           | Razem              | Razem      | 5647       | 26.        |